# Nave da battaglia veloce

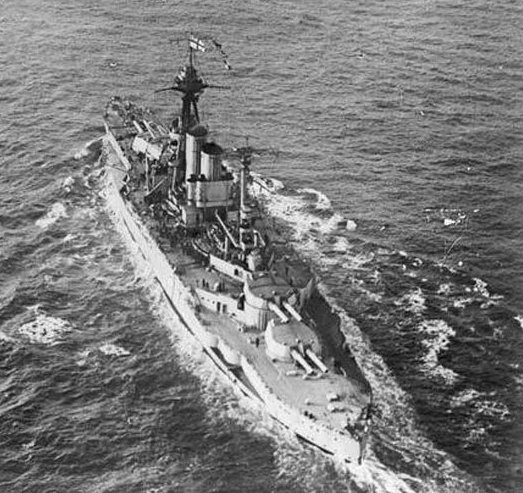
Veduta aerea della, prima unità chiaramente indicata come "nave da battaglia veloce".

Una nave da battaglia veloce o corazzata veloce è un tipo particolare di nave di linea modello "dreadnought" il cui progetto enfatizza la velocità senza per questo andare a discapito di altre caratteristiche proprie del genere, in primo luogo armamento e corazzatura. Una nave da battaglia veloce generalmente è concepita per ricoprire ruoli ulteriori rispetto alla mera occupazione di un posto nella linea di fila di sue simili, ad esempio agendo da avanguardia della flotta o fornendo scorta ai gruppi di portaerei. Il primo esempio di nave da battaglia veloce furono le unità classe Queen Elizabeth della Royal Navy, impostate a partire dal 1912.
Per quanto entrambe le tipologie di unità enfatizzino molto la velocità, una nave da battaglia veloce si distingue da un incrociatore da battaglia nel fatto che da essa ci si attende che possa ingaggiare in combattimento un'altra nave da battaglia in condizioni almeno di parità, cosa tipicamente impossibile per un incrociatore da battaglia. L'esigenza di offrire una maggiore velocità senza compromettere la capacità di combattimento o la protezione era la principale sfida nella progettazione delle navi da battaglia veloci: se aumentare il rapporto tra lunghezza e larghezza dello scafo era il metodo più diretto per raggiungere una maggiore velocità, questo comportava la realizzazione di un'unità molto grande che di conseguenza era molto costosa da costruire e/o eccedeva i limiti al tonnellaggio navale imposti dalle convenzioni in materia di armamenti (in particolare il trattato navale di Washington del 1922); gli avanzamenti tecnologici in materia di motori e di piastre corazzate più leggere furono necessari per poter realizzare fattibili navi da battaglia veloci.
Il termine "nave da battaglia veloce" è usato in senso informale da storici e commentatori: nei documenti ufficiali delle marine militari le corazzate veloci non sono distinte dalle navi da battaglia "convenzionali", né i trattati in materia di armamenti navali hanno previsto per loro una categoria distintiva apposita; sistemi di classificazione ufficiali come lo hull classification symbol della United States Navy indicano con la medesima sigla (BB, da Battleship) tanto le corazzate veloci quanto quelle convenzionali.

## Storia

### Le origini
Tra l'origine del genere delle "navi da battaglia" con le navi corazzate La Gloire (francese) e HMS Warrior (britannica) all'inizio degli anni 1860 e la progettazione delle unità classe Queen Elizabeth nel 1911, un gran numero di classi di navi da battaglia furono progettate con diversi standard in materia di velocità. La Warrior stessa, con una velocità di 14 nodi (26 km/h) era la nave da combattimento di grossa stazza più veloce della sua epoca, oltre che la più potente; se i progetti successivi videro potenziamenti in materia di armamento e corazzatura, non fu fino alla HMS Monarch del 1868 che la velocità massima crebbe fino a 15 nodi (28 km/h). La nave corazzata Italia della Regia Marina, varata nel 1880, fece registrare una velocità massima di quasi 18 nodi (33 km/h), ma grazie a un progetto radicale che eliminava del tutto la cintura corazzata posta sui fianchi dello scafo; questa velocità non fu eguagliata fino agli anni 1890, quando una velocità di 18 nodi fu fatta registrare dalla pre-dreadnought britannica HMS Renown del 1895 cui seguirono, nel 1903, i 20 nodi (37 km/h) raggiunti dalle unità classe Swiftsure.

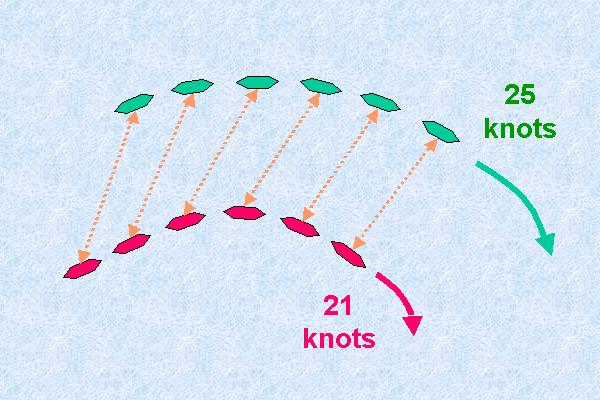
Figura 1: virando a destra la flotta rossa si trova a percorrere una distanza minore rispetto alla flotta verde, perché il raggio della circonferenza tracciata dalla sua rotta è inferiore a quello della circonferenza tracciata dalla flotta verde; questo annulla il vantaggio di velocità (25 nodi contro 21) della flotta verde e le rende impossibile ottenere il decisivo "taglio del T" a danno dei rossi.

A partire dal 1900, l'interesse per la possibilità di un maggior incremento della velocità delle navi da battaglia fu portato avanti da sir John Fisher, I barone Fisher, all'epoca comandante in capo della Mediterranean Fleet della Royal Navy e poi primo lord del mare. Forse su pressioni dello stesso Fisher, nel gennaio 1902 il consiglio di guerra degli alti ufficiali della marina britannica fece richiesta per uno studio su una nave dotata di corazzatura leggera ed equipaggiata con cannoni di calibro medio (da 152 a 254 mm) ad alta velocità di tiro, dotata di almeno quattro nodi (7 km/h) in più di velocità massima rispetto a una nave da battaglia al fine di guadagnare un vantaggio tattico in uno scontro con una di esse. Lo studio tuttavia giunse alla conclusione che «la potenza di fuoco era più importante della velocità, a condizione che entrambe le parti fossero decise a combattere»; sebbene la flotta più veloce potesse essere in grado di decidere a proprio piacimento la distanza a cui combattere il nemico, la flotta più debole quanto a potenza di fuoco sarebbe stata sconfitta a qualsiasi distanza la battaglia sarebbe stata combattuta. Si rilevò che, se la battaglia fosse stata combattuta a lunga distanza, un tentativo della flotta più veloce di sfruttare il suo vantaggio per ottenere una concentrazione di fuoco "tagliando il T" della flotta più lenta sarebbe stato frustrato semplicemente da una virata in senso opposto della flotta più lenta, portando quest'ultima a «girare all'interno del cerchio tracciato dalla rotta della flotta più veloce a un raggio proporzionale alla differenza di velocità delle due» (vedi la Figura 1). Le esercitazioni condotte dalla United States Navy tra il 1903 e il 1904 giunsero a conclusioni del tutto analoghe a quelle dei britannici.
Fisher non si diede per vinto da queste dimostrazioni e continuò a fare pressioni per un radicale incremento della velocità delle navi da battaglia, e le sue idee ottennero una soddisfazione almeno parziale con il varo nel 1906 della HMS Dreadnought. La Dreadnought fu la prima grande unità da guerra ad essere propulsa da turbine a vapore, un sistema di nuova ideazione. La nave disponeva poi di una serie di nuove caratteristiche che indicavano un incremento dell'enfasi posta sulla velocità: uno scafo dalle forme migliorate con un incremento del rapporto tra lunghezza e larghezza; uno spessore della corazzatura leggermente ridotto, passato a 11 pollici (280 mm) dai 12 pollici (305 mm) delle classi di navi da battaglia precedenti; una riduzione dell'estensione della cintura corazzata, che terminava ora all'altezza del ponte superiore; un cassero di prua più alto, cosa che permetteva di affrontare a maggiore velocità la navigazione con il mare grosso. Come la Warrior prima di lei, la Dreadnought si rivelò la più potente tra le navi da battaglia in servizio nella sua epoca ma anche la più veloce, potendo toccare i 21 nodi di velocità massima.
Nelle decadi seguenti la costruzione della Dreadnought, il vantaggio di velocità delle navi da battaglia della Royal Navy fu rapidamente ridotto dalla costruzione, da parte delle marine militari rivali, delle loro proprie classi di unità tipo "dreadnought" propulse da turbine a vapore. Nel frattempo, Fisher continuò a fare pressione per ulteriori incrementi della velocità delle unità da battaglia, anche se l'allarme per l'aumento dei costi per la realizzazione di nuove corazzate e incrociatori da battaglia portò a opposizioni a simili progetti tanto da parte dell'Ammiragliato quanto del nuovo governo liberale del Regno Unito, in carica dal 1906; come risultato, un numero significativo di potenziali progetti per la costruzione di "corazzate veloci" non portò ad alcuna realizzazione concreta.
Un notevole esempio di questi progetti abortiti fu il progetto "X4" del dicembre 1905, il quale prevedeva una vera e propria "corazzata veloce" per gli standard dell'epoca: la nuova unità, da 22.500 tonnellate di dislocamento, avrebbe portato lo stesso armamento e la stessa corazzatura della Dreadnought ma con una velocità massima di 25 nodi (46 km/h). Il progetto X4 è stato spesso descritto come una fusione tra il concetto della Dreadnought e quello degli incrociatori da battaglia, al punto che se realizzato avrebbe reso i recenti incrociatori classe Invincible immediatamente obsoleti; tuttavia, la posizione di capofila dei britannici nella costruzione di dreadnought e incrociatori da battaglia in vigore all'epoca fu considerata già talmente solida che un ulteriore ingigantimento delle dimensioni e del costo delle navi non poté essere giustificato.
Fisher fu nuovamente battuto nel 1909, quando si discusse della realizzazione delle prime "super-dreadnought" della classe Orion: tra i due progetti proposti, uno con velocità massima prevista di 21 nodi e uno con velocità di 23 nodi (43 km/h), l'Ammiragliato scelse il primo fondamentalmente perché più economico.

### La classe Queen Elizabeth
Alla fine, le aspirazioni di Fisher per la realizzazione di una "nave da battaglia veloce" si concretizzarono solo dopo il suo ritiro dal servizio nel 1910. Dopo il successo del nuovo cannone da 343 mm adottato sulle Orion, l'Ammiragliato decise di sviluppare un nuovo pezzo da 381 mm per equipaggiare le nuove navi da battaglia previste dal programma di costruzioni per il 1912. L'intenzione iniziale era che queste nuove unità avessero la stessa configurazione delle precedenti classe Iron Duke, con cinque torri binate e una velocità massima standard di 21 nodi; tuttavia, ci si rese conto che il calibro maggiore consentiva di ridurre l'ammontare dei cannoni mantenendo inalterato il "peso" della bordata scaricata dall'unità: questo apriva alla possibilità di eliminare una delle torri binate e utilizzare lo spazio e il peso risparmiato per installare sistemi propulsivi più grandi e potenti.

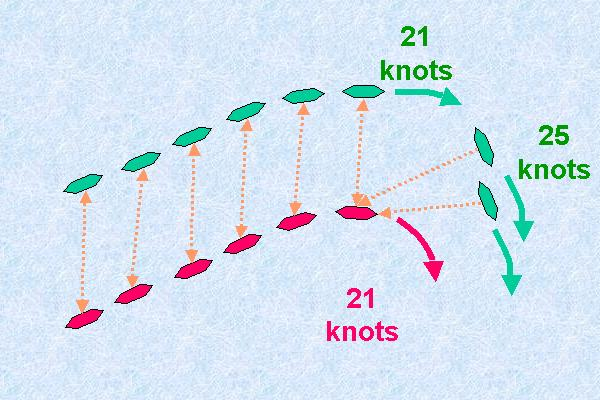
Figura 2: mentre le due flotte di unità convenzionali si affrontano direttamente, uno squadrone autonomo di navi da battaglia veloci distaccato dalla flotta verde può sfruttare la sua superiore velocità per "tagliare il T" alla flotta rossa.

Questa innovazione portò a nuove considerazioni tattiche: se gli studi precedenti avevano rigettato il concetto di una flotta interamente basata su navi da battaglia veloci ma leggermente armate, si fece strada l'idea di creare un'autonoma "divisione veloce" di navi da battaglia capaci di toccare i 25 nodi, che operando in congiunzione con una convenzionale flotta di corazzate "standard" avrebbe potuto impiegare il suo vantaggio in termini di velocità per avviluppare la testa della linea di fila nemica e ottenere il decisivo "taglio del T" (vedi la Figura 2). Rispetto all'originale progetto di Fisher circa un'intera flotta di corazzate veloci, il vantaggio di questa nuova dottrina tattica fu che non vi era la necessità di intaccare la potenza di fuoco dell'intera flotta per ottenere navi più veloci, e che sarebbe stato possibile mantenere in uso le navi da battaglia esistenti (e ancora nuove di zecca) da 21 nodi. Inizialmente, si ritenne che questo ruolo da "divisione veloce" sarebbe stato ricoperto dagli incrociatori da battaglia, di cui all'epoca ve ne erano già dieci tra completati e in costruzione, ma ci si rese conto che vi erano due problemi in questo assunto: il primo era che il ruolo primario per gli incrociatori da battaglia britannici era ormai quello di contrastare la crescente e molto capace forza di incrociatori da battaglia tedeschi; il secondo era che gli incrociatori da battaglia non avevano la corazzatura necessaria per poter affrontare con sicurezza una nave da battaglia. Come rilevò Winston Churchill, all'epoca primo lord dell'Ammiragliato, «i nostri bellissimi "gatti" [gli incrociatori da battaglia] avevano pelli più sottili rispetto alle più potenti corazzate nemiche. È un gioco rischioso mettere [...] sette o nove pollici di armatura contro dodici o tredici».
Le nuove navi da battaglia veloci allo studio nel 1912 erano, di converso, le unità più pesantemente corazzate della flotta britannica. Il programma originale di costruzioni per il 1912 prevedeva la realizzazione di tre dreadnought e un incrociatore da battaglia, ma in ragione dell'accresciuta velocità delle nuove navi da battaglia si decise che il nuovo incrociatore non era più necessario e che sarebbe stato sostituito con un'ulteriore dreadnought; alla fine, le unità della nuova classe Queen Elizabeth furono cinque, con la quinta finanziata direttamente dal protettorato britannico degli Stati malesi federati. Probabilmente le più potenti navi da battaglia della loro epoca, le Queen Elizabeth combinavano una solida corazzatura e un armamento di otto cannoni da 381 mm in quattro torri binate con una velocità massima che sfiorava i 24 nodi. Il progetto per la successiva classe di dreadnought, che divenne la classe Revenge, mantenne l'armamento basato su cannoni da 381 mm ma tornò alla velocità massima standard di 21 nodi adottata dal resto della flotta; ancora, nessun nuovo incrociatore da battaglia fu incluso nei programmi di costruzione, una decisione che suggeriva l'acquisita superiorità del concetto di nave da battaglia veloce rispetto a quello dell'incrociatore da battaglia.

### La battaglia dello Jutland

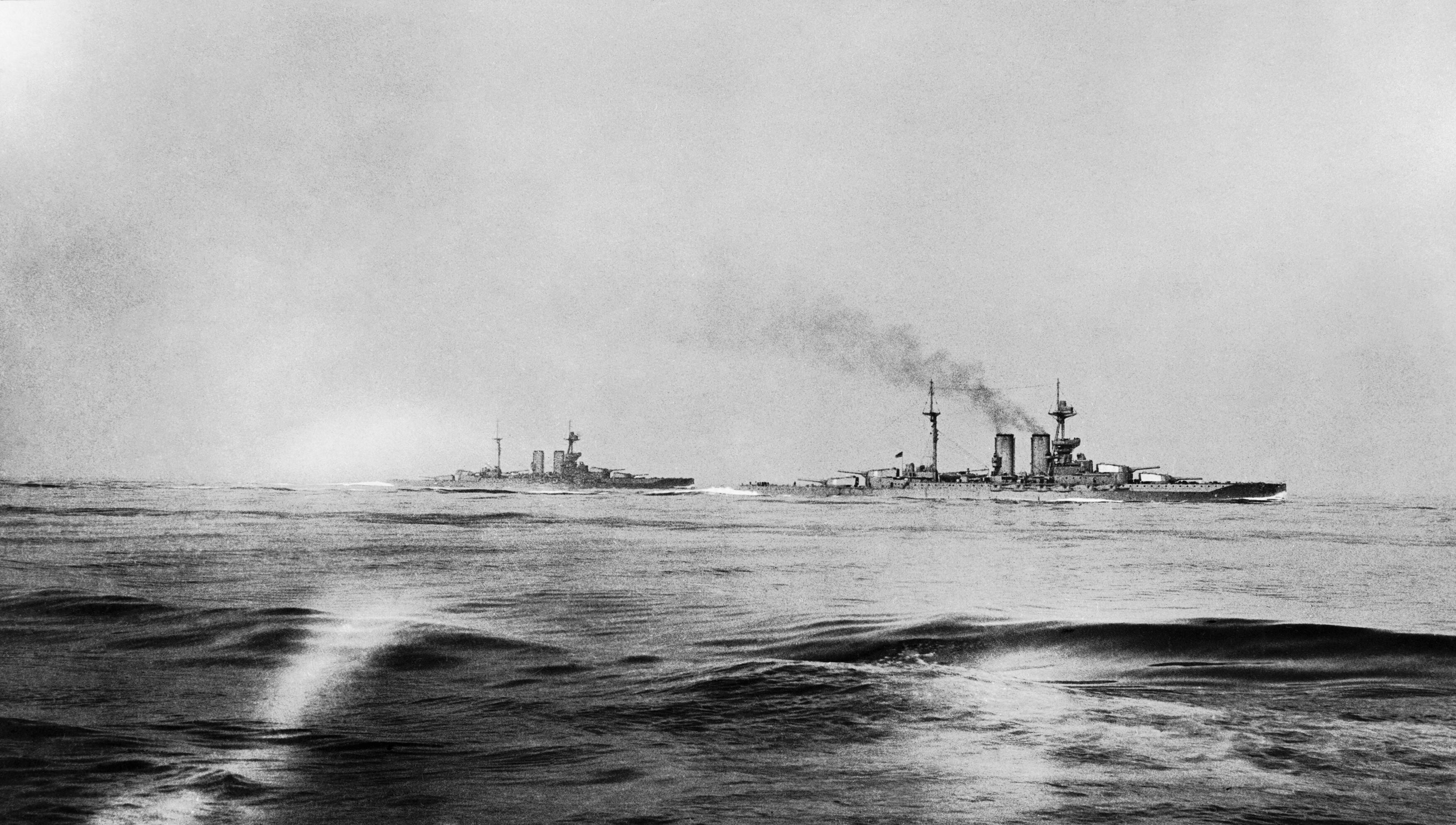
La Warspite e la Malaya ritratte nel corso della battaglia dello Jutland

Il concetto di "nave da battaglia veloce" fu messo alla prova nel corso della battaglia dello Jutland del 31 maggio-1º giugno 1916 tra britannici e tedeschi. Quattro unità della classe Queen Elizabeth, riunite nel 5th Battle Squadron del retroammiraglio Hugh Evan-Thomas, furono temporaneamente aggregate alla flotta degli incrociatori da battaglia (Battle Cruiser Fleet) del viceammiraglio David Beatty, e nel corso dello scontro si comportarono molto bene, sparando con grande rapidità, accuratezza ed efficacia, sopravvivendo a un gran numero di centri realizzati dai tedeschi con proiettili calibro 280 e 305 mm e infine sfuggendo al contatto con il grosso della flotta nemica grazie alla loro superiore velocità. Nonostante durante la battaglia due delle corazzate avessero riportato danni gravi (la HMS Warspite fu colpita al timone e obbligata a ritirarsi anzitempo dalla battaglia, mentre la HMS Malaya registrò un grave incendio ai depositi di cordite che quasi ne causò la perdita), tutte le unità del 5th Battle Squadron riuscirono comunque a rientrare in porto; questa prestazione fu in notevole contrasto con quella fatta registrare dagli incrociatori da battaglia, tre dei quali (sui nove presenti) furono completamente distrutti da catastrofiche esplosioni dei depositi di munizioni dopo aver incassato un numero relativamente ridotto di colpi di grosso calibro.

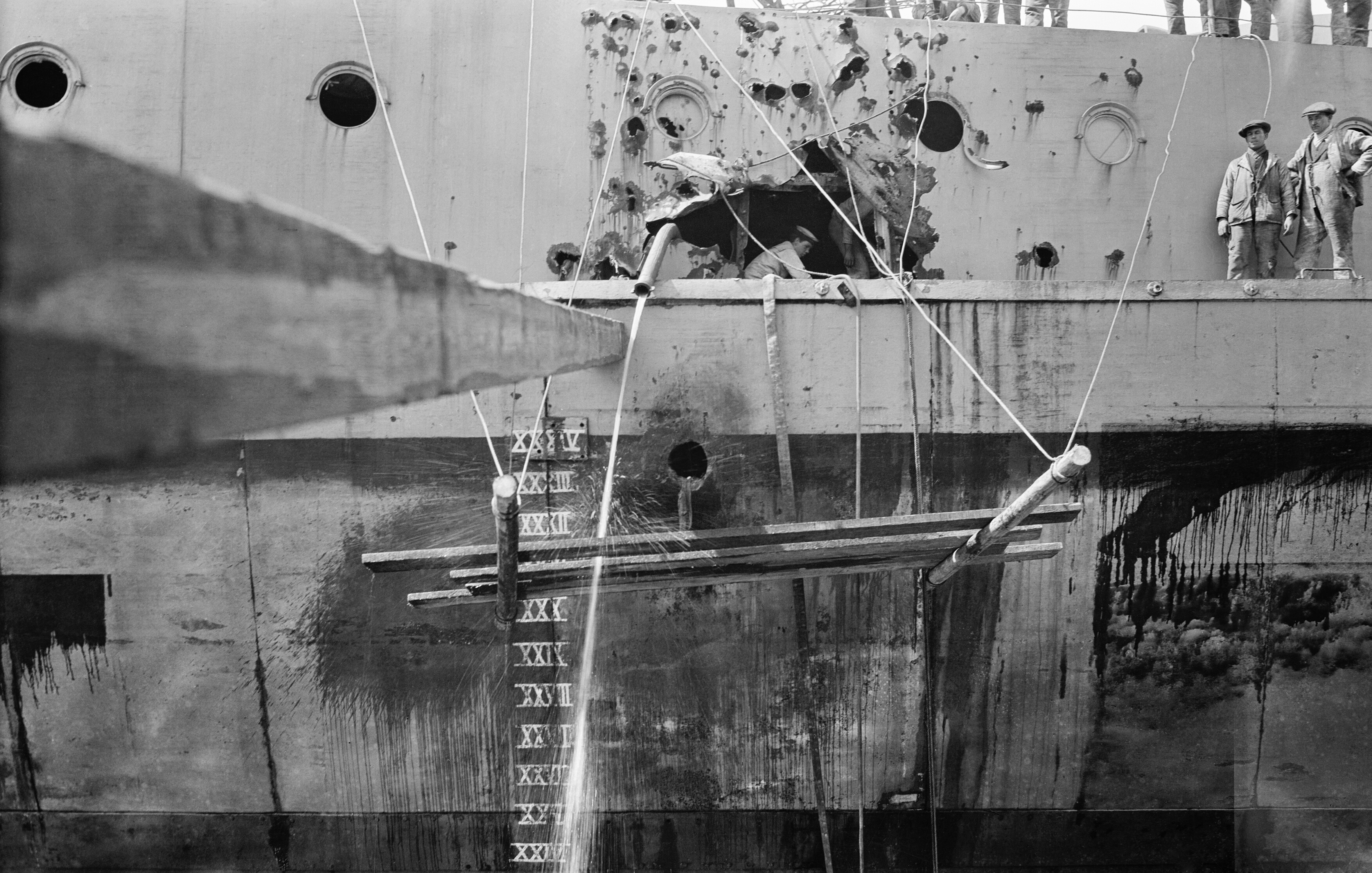
La fiancata della Warspite con i danni riportati allo Jutland

A causa di varie manovre e contro-manovre nella prima fase dello scontro, quando i nuclei centrali delle due flotte vennero a contatto le Queen Elizabeth si ritrovarono in coda alla Grand Fleet britannica piuttosto che nel loro previsto ruolo di unità d'avanguardia della linea di fila delle corazzate, e di conseguenza videro poca azione durante la seconda fase della battaglia; nel mentre, furono i sei superstiti incrociatori da battaglia di Beatty ad assumere il ruolo di "divisione veloce" previsto dagli strateghi, operando in testa alla linea di fila delle corazzate e sfruttando la loro superiore velocità per cannoneggiare con un certo successo e una virtuale impunità la testa della linea di fila tedesca.
Lo Jutland fu un duro colpo per la reputazione degli incrociatori da battaglia, ma rinforzò anche nell'alto comando britannico la convinzione che le Queen Elizabeth fossero comunque troppo lente per poter operare in pianta stabile con le unità della Battle Cruiser Fleet; sulla base dei rapporti della battaglia, il comandante della Grand Fleet ammiraglio John Jellicoe accreditò erroneamente le dreadnought tedesche della classe König di una velocità di 23 nodi (quando in realtà superavano di poco i 21 nodi standard), e ritenne che se le Queen Elizabeth fossero state sorprese isolatamente da una flotta capitanata da simili unità si sarebbero ritrovate ben presto a mal partito.

### La classe Admiral

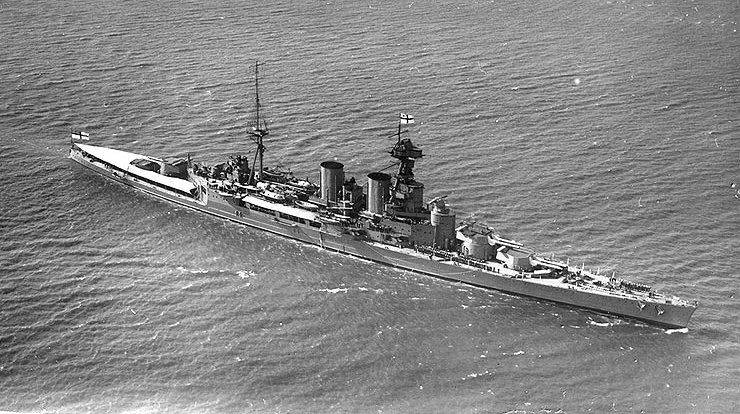
Lo in navigazione nel 1924

Anche prima della battaglia dello Jutland, sia Jellicoe che Beatty aveva espresso sconcerto per l'assenza di nuove unità da destinare alla Battle Cruiser Fleet e per l'inadeguatezza delle unità già fornite. All'inizio del 1916 i due comandanti avevano rigettato la proposta per una nuova classe di navi da battaglia veloci, simili alle Queen Elizabeth ma con un pescaggio più ridotto, facendo notare che, con le cinque unità classe Revenge prossime al completamento, la Royal Navy godeva già di un considerevole vantaggio sui tedeschi quanto a navi da battaglia, mentre all'opposto l'assenza di nuovi incrociatori da battaglia nei programmi di costruzione del 1912 e del 1913 lasciava lo squadrone di Beatty senza possibilità di replicare ai nuovi incrociatori da battaglia tedeschi della classe Derfflinger, dotati di cannoni da 305 mm. Jellicoe riteneva che i tedeschi stessero costruendo navi ancora più potenti (la futura classe Mackensen) dotate di una velocità superiore ai 29 nodi (54 km/h), e richiese per contrastarle degli incrociatori da battaglia capaci di una velocità di 30 nodi (56 km/h). Sebbene due nuovi incrociatori da battaglia (il Renown e il Repulse) fossero stati ordinati nel 1914 e fossero in quel momento in costruzione a un ritmo fortemente accelerato, Jellicoe rilevò che, sebbene la loro velocità fosse adeguata al requisito da lui formulato, la loro corazzatura (drammaticamente ridotta su insistenza di Fisher onde garantire una più alta velocità) era insufficiente.
Un progetto elaborato nel 1915 prevedeva un incrociatore da battaglia da 36.000 tonnellate di dislocamento, con otto cannoni da 381 mm e una velocità massima di 32 nodi (59 km/h). Una classe di quattro unità, la classe Admiral, fu quindi ordinata con la prima nave impostata il 31 maggio 1916, lo stesso giorno della battaglia dello Jutland. Le lezioni apprese dalla battaglia imposero una immediata rivisitazione del progetto; come risultato, le nuove unità furono riprogettate al fine di disporre della capacità di sopravvivenza delle Queen Elizabeth pur mantenendo la velocità di 32 nodi che si addiceva a un incrociatore da battaglia: si ottenne quindi una nave da 42.000 tonnellate di dislocamento, la più grande mai costruita fino a quel momento. La costruzione delle Admiral conobbe un rallentamento a partire dal 1917, in conseguenza del dirottamento delle risorse verso la realizzazione di unità anti-sommergibili di cui vi era forte richiesta; quando divenne chiaro che i potenti incrociatori tedeschi della classe Mackensen non sarebbero mai stati realizzati, la costruzione di tre delle quattro Admiral fu annullata e la sola HMS Hood fu infine portata a termine.
Benché la Royal Navy abbia sempre considerato la Hood come un incrociatore da battaglia, alcuni studiosi contemporanei come Antony Preston l'hanno classificata come una corazzata veloce, visto che disponeva del livello di protezione delle Queen Elizabeth e di una velocità significativamente superiore. Dall'altro lato, i britannici rimasero consapevoli che i difetti di protezione permanevano nonostante la rivisitazione del progetto, e di conseguenza la Hood fu sempre intesa e impiegata nei ruoli degli incrociatori da battaglia. Il livello di protezione dell'unità, del resto, era adeguato agli standard dello Jutland ma divenne molto più marginale non appena entrarono in servizio nel 1920 le prime navi da battaglia equipaggiate con cannoni da 406 mm, come le statunitensi classe Colorado e le giapponesi classe Nagato.

### Progetti degli anni 1920

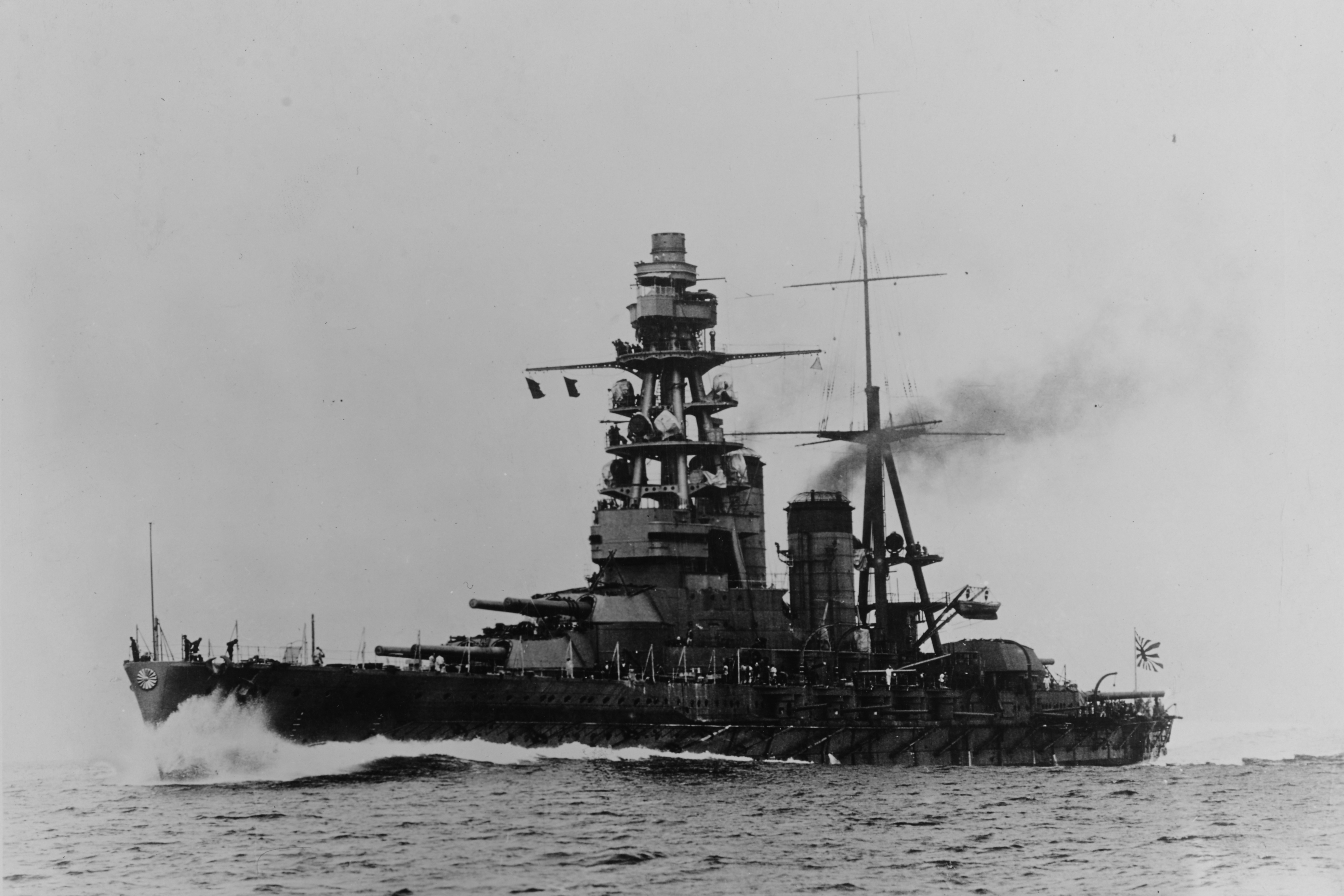
La corazzata giapponese Nagato in navigazione negli anni 1920

Il periodo compreso tra il 1912 e il 1920 vide una serie di avanzamenti tecnologici in materia di ingegneria navale che portò a un drammatico incremento della velocità delle navi da battaglia, un processo terminato solo dall'imposizione dei limiti alle nuove costruzioni fissati dal trattato navale di Washington. Questi avanzamenti includevano:
- caldaie a tubi più sottili, capaci di una maggiore efficienza nel trasferimento dell'energia dalle caldaie stesse al vapore impiegato dai propulsori;
- aumento della pressione di vapore e delle temperature ottenibili nelle caldaie;
- introduzione di riduttori di velocità, capaci di far ruotare i propulsori a una velocità più ridotta e più efficiente rispetto alle turbine che li alimentavano.

Varie nazioni avviarono progetti ambiziosi in materia di navi da battaglia veloci. Le unità italiane della classe Francesco Caracciolo furono progettate con un design simile alle britanniche Queen Elizabeth, con otto cannoni da 381 mm ma capaci di una superiore velocità di 28 nodi che le rendeva più che classificabili come corazzate veloci; ad ogni modo la costruzione delle unità, avviata tra il 1914 e il 1915, non fu portata a termine a causa dello scoppio della prima guerra mondiale.
All'inizio degli anni 1920, la crescita degli Stati Uniti d'America e le ambizioni espansionistiche dell'Impero giapponese (le due grandi potenze che più avevano tratto vantaggio dalla prima guerra mondiale) portarono a un incremento del ritmo della progettazione delle navi da battaglia. Le unità giapponesi della classe Nagato imposero nuovi standard per la categoria delle navi da battaglia veloci, con un armamento di cannoni da 406 mm e una velocità massima di 26,5 nodi (49,1 km/h); i giapponesi furono i continuatori delle aspirazioni di Fisher per navi da battaglia sempre più veloci, influenzati in parte dal loro successo nel manovrare più abilmente della flotta russa nella battaglia di Tsushima, e in parte dalla ricerca continua dell'iniziativa in caso di scontro contro qualsiasi potenziale nemico. L'influenza generale del progetto delle Nagato fu tuttavia ridotta dalla decisione giapponese di tenere sotto stretto segreto le reali capacità delle unità, e di ammettere ufficialmente per esse una più convenzionale velocità massima di 23 nodi; di conseguenza la United States Navy, che fino ad allora aveva mantenuto con regolarità una velocità massima di 21 nodi nelle sue navi da battaglia, progettò solo un modesto incremento della velocità a 23 nodi nelle nuove unità classe South Dakota poi mai completate.
I giapponesi pianificarono un ulteriore miglioramento delle Nagato, la classe Kii, capace di una velocità ancora più elevata e pari a 29,75 nodi, descritta come una fusione tra un incrociatore da battaglia e una corazzata. Nel mentre la Royal Navy, allarmata dalla continua erosione del suo margine di superiorità in materia di navi da battaglia, si mise a sviluppare progetti anche più radicali arrivando alla progettazione della classe G3, navi da 48.000 tonnellate di dislocamento armate di cannoni da 406 mm e capaci di una velocità di 32 nodi; ufficialmente descritte come incrociatori da battaglia, le G3 erano molto meglio protette di qualunque classe di unità da combattimento realizzata fino ad allora dai britannici e, analogamente alle giapponesi Kii, potevano ben essere considerate delle vere e proprie navi da battaglia veloci. Ad ogni modo, i governi britannico e giapponese rimasero atterriti dai mostruosi costi economici previsti per il completamento dei loro programmi, e infine accettarono con riluttanza la proposta statunitense di una tregua nelle costruzioni navali. Ciò portò infine alla stipula del trattato navale di Washington nel 1922, che impose uno stop alla progettazione delle grandi e veloci navi da battaglia; in base alle clausole del trattato, ai britannici fu permesso di utilizzare una versione in scala del progetto G3 per costruire le due nuove unità della classe Nelson, le quali tuttavia potevano sviluppare la modesta velocità di 23 nodi.

### Gli anni 1930

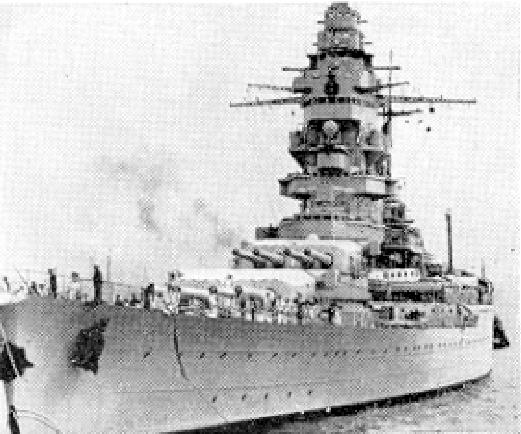
Il francese Dunkerque vista di prua

Tutte le principali potenze navali mondiali degli anni 1920 (Regno Unito, Stati Uniti, Giappone, Francia e Italia) aderirono a trattato di Washington e ne rispettarono più o meno fedelmente i termini; come conseguenza, le clausole del trattato e dei successivi accordi di Londra del 1930 e del 1936 ebbero un decisivo impatto sulla progettazione delle navi da battaglia nel corso degli anni 1930.
Le restrizioni al tonnellaggio complessivo delle flotte, e l'imposizione di un tetto massimo di 35.000 tonnellate al dislocamento delle nuove navi da battaglia, segnarono in pratica la fine degli incrociatori da battaglia come categoria distinta di unità da combattimento, visto che qualunque nuovo "grande incrociatore" armato di cannoni pesanti avrebbe eroso il limite di tonnellaggio riservato alle navi da battaglia di ciascuna nazione. I trattati complicarono anche la progettazione delle corazzate veloci, visto che il limite delle 35.000 tonnellate di dislocamento impediva la via più facile per ottenere una nave più veloce, ovvero l'incremento del rapporto tra lunghezza e larghezza dello scafo che tuttavia portava sempre come risultato a unità di grandi dimensioni. Tuttavia l'interesse a realizzare navi da battaglia veloci non venne meno, in ragione del fatto che, sebbene i firmatari dei trattati fossero autorizzati a costruire navi con cannoni da 406 mm in sostituzione del loro tonnellaggio già esistente, la maggior parte di loro rinunciò alla possibilità di farlo preferendo al loro posto navi dotate di cannoni più leggeri ma capaci di velocità più elevate. Una pubblicazione dell'Ammiragliato britannico concluse che un progetto bilanciato e dotato di cannoni da 406 mm non era possibile da ottenere con il vigente limite delle 35.000 tonnellate di dislocamento, perché avrebbe avuto come risultato un'unità troppo poco corazzata o all'opposto troppo lenta; era già chiaro che la velocità di 23 nodi sviluppata dalle Nelson era insufficiente, e un progetto raccomandato dall'Ammiragliato (ma mai concretizzatosi) avrebbe dovuto prevedere un'unità dalla velocità massima di non meno di 29 nodi (54 km/h) con un armamento di nove cannoni da 381 mm.

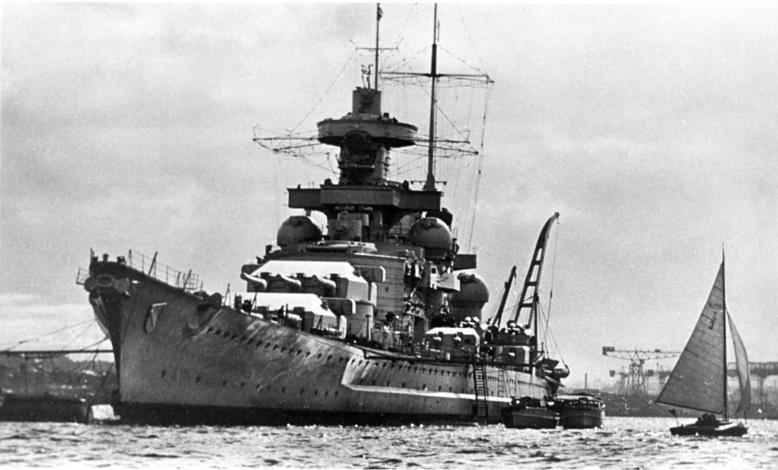
La Scharnhorst, risposta tedesca alle Dunkerque francesi

Quattro grandi unità da combattimento furono realizzate rispettando il limite delle 35.000 tonnellate di dislocamento ma con un occhio di riguardo alla velocità: le due unità francesi classe Dunkerque e le due tedesche classe Scharnhorst. Le Dunkerque furono costruite in risposta alla realizzazione, da parte della Germania, delle "corazzate tascabili" della classe Deutschland, unità a lungo raggio armate pesantemente e veloci abbastanza da evadere il contatto con le navi da battaglia convenzionali. Se le Deutschland potevano essere considerate una rivisitazione del concetto dell'incrociatore corazzato di inizio XX secolo, le Dunkerque erano una rivisitazione della nemesi di questo, l'incrociatore da battaglia: con una velocità di 29 nodi e cannoni da 330 mm, le Dunkerque potevano operare indipendentemente dal grosso della flotta per andare a intercettare le più veloci unità nemiche, sfuggendo di converso al contatto con le navi da battaglia avversarie; allo stesso tempo, però, le Dunkerque erano troppo poco armate e troppo poco corazzate per poter stabilmente prendere posto in una linea di fila di navi da battaglia e fronteggiare le corazzate moderne, che ormai disponevano di cannoni da 381 mm.
Le Scharnhorst furono la risposta tedesca alle Dunkerque, ed essenzialmente un tentativo di rimediare alle inadeguatezze delle Deutschland in materia di velocità, sopravvivenza e potenza dei motori. Sebbene più grandi delle Dunkerque, anche le Scharnhorst non erano in grado di prendere parte a una convenzionale battaglia tra corazzate, principalmente in ragione del modesto calibro di 280 mm del loro armamento principale, identico a quello delle Deutschland; ad ogni modo, uno scontro convenzionale contro la schiacciante superiorità numerica degli anglo-francesi in materia di corazzate non trovò mai posto nella pianificazione strategica della Germania, e nel corso della loro carriera le Scharnhorst si affidarono sempre alla loro superlativa velocità di 32 nodi per evadere il contatto con qualunque nave da battaglia nemica.

Le due unità italiane classe Conte di Cavour dopo la ricostruzione degli anni 1930: in primo piano ilGiulio Cesare, dietro il Conte di Cavour.

I trattati portarono anche a progetti di ricostruzione delle navi da battaglia sopravvissute alla prima guerra mondiale, necessari anche per migliorare la protezione contro la minaccia dei siluri, delle bombe d'aereo sganciate da alta quota e del tiro d'artiglieria a lunga distanza. Nel corso degli anni 1930 i più radicali programmi di ricostruzione furono portati avanti da italiani e giapponesi: oltre a rimpiazzare i sistemi di propulsione originali con altri più potenti, questi programmi portarono a un incremento della lunghezza degli scafi tramite l'aggiunta di sezioni addizionali a centro nave o a poppa, con il doppio beneficio di aumentare lo spazio per apparati motori più grandi e di incrementare il rapporto tra lunghezza e larghezza dello scafo. Come risultato, le navi ottennero un notevole incremento della loro velocità: le corazzate giapponesi della classe Ise passarono da 23 a 25 nodi di velocità massima, mentre le italiane classe Conte di Cavour passarono da 21 a 27 nodi. Francesi, britannici e statunitensi adottarono progetti meno ambiziosi, lasciando inalterato lo scafo originale e limitandosi a sostituire gli apparati motori con altri più avanzati; spesso, gli effetti dell'incremento di potenza dei propulsori furono annullati dall'aumento di peso dato dal potenziamento della corazzatura o dell'armamento antiaereo.

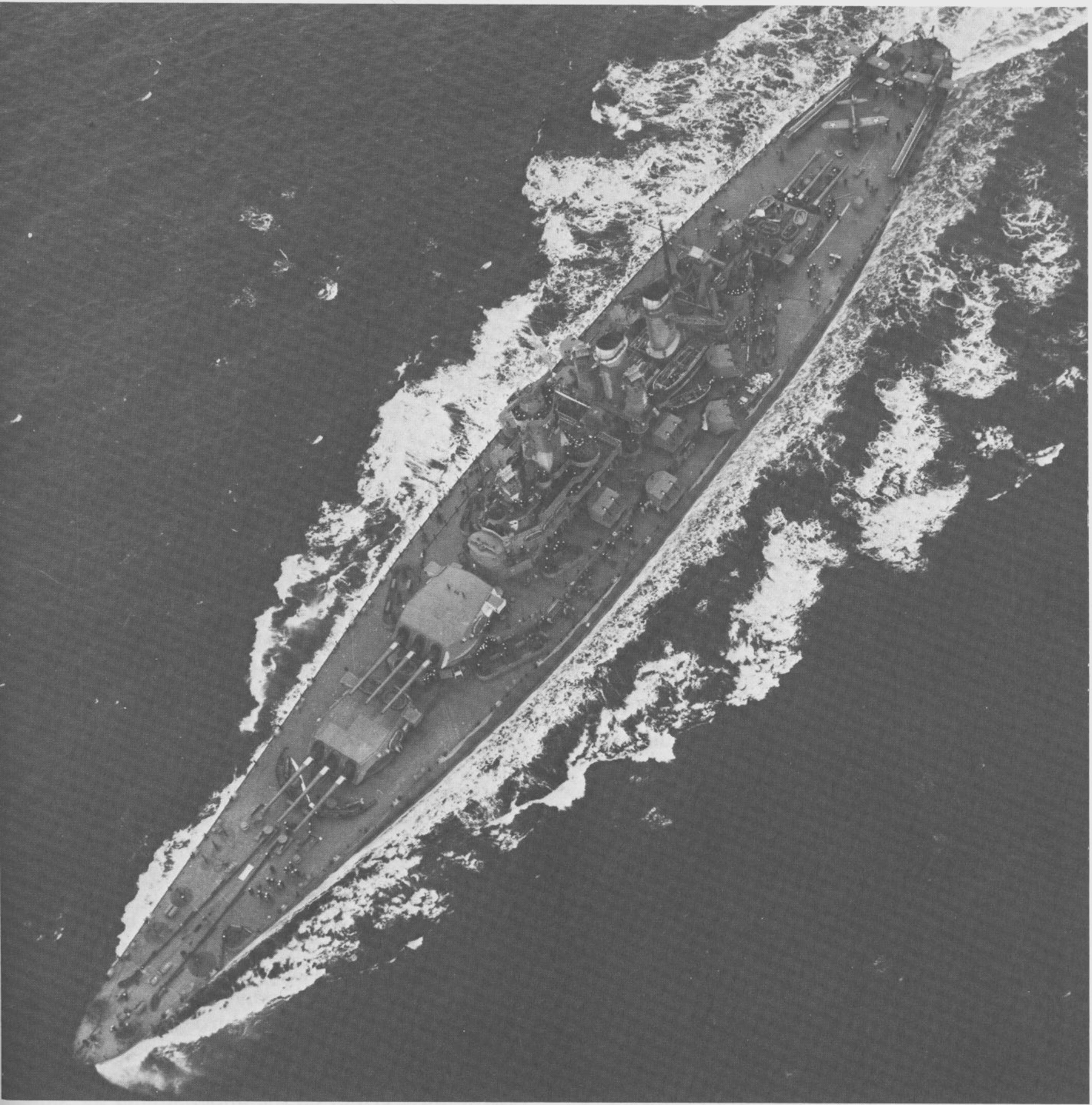
Veduta aerea della, prima "corazzata veloce" statunitense

Dopo molto dibattito, verso la fine degli anni 1930 gli Stati Uniti impostarono due classi di nuove unità da 35.000 tonnellate e 27 nodi di velocità, la classe North Carolina e la classe South Dakota; rispettando i limiti dei trattati, l'enfasi fu posta su corazzatura e armamento, anche se la rispettabile velocità di 27 nodi era comunque notevolmente più elevata di quella sviluppata dalle navi dell'epoca della prima guerra mondiale e consentiva loro di agire congiuntamente ai gruppi d'attacco di portaerei. In ragione del fatto che Italia e Giappone non avevano firmato il secondo trattato navale di Londra, gli Stati Uniti invocarono una "clausola di salvaguardia" per poter dotare le nuove unità di cannoni da 406 mm: questo rese le North Carolina piuttosto sbilanciate, visto che erano progettate per resistere a colpi di calibro 356 mm (il tipo di cannoni che originariamente dovevano montare), un difetto poi corretto sulle successive South Dakota. Per rimanere entro il limite delle 35.000 tonnellate nonostante l'incremento della corazzatura, le South Dakota furono dotate di uno scafo più corto per ridurre l'area necessitante di protezione, compensando la perdita di velocità data da un simile scafo con apparati motori più potenti.
Il ritiro del Giappone dai trattati portò ben presto a una nuova corsa agli armamenti. I giapponesi misero in cantiere le colossali unità classe Yamato, con un dislocamento di 64.000 tonnellate, un'ampia corazzatura e canoni da 460 mm, ma una velocità massima di 27 nodi tutto sommato modesta per navi di simili dimensioni. In risposta gli Stati Uniti rigettarono ogni limitazione e impostarono le unità classe Iowa, da 45.000 tonnellate di dislocamento e armate di cannoni da 406 mm: liberi dalle clausole di trattati, i progettisti poterono dotare le unità di scafi molto più lunghi e apparati motore più grandi, che conferirono alle unità l'elevata velocità massima di 33 nodi (61 km/h).

### Le ultime realizzazioni
Per il 1938 anche Francia e Regno Unito avevano seguito gli Stati Uniti nella progettazione di navi da battaglia da 45.000 tonnellate; fino a quel momento entrambe le nazioni europee si erano attenute al limite delle 35.000 tonnellate fissato dai trattati per quanto riguardava le nuove costruzioni, rispettato tanto nelle unità britanniche classe King George V quanto nelle francesi classe Richelieu.

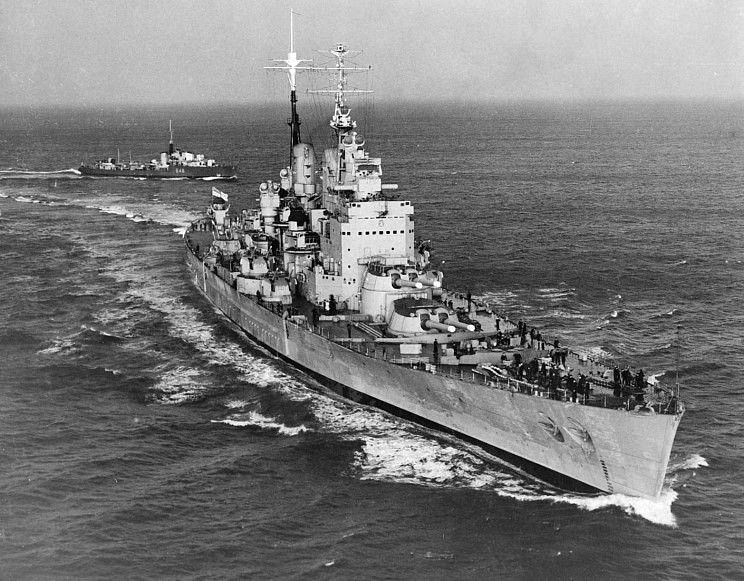
La, ultima nave da battaglia costruita per la Royal Navy

La nuova classe Lion britannica da 45.000 tonnellate, equipaggiata di cannoni da 406 mm e capace di una velocità compresa tra i 29 e i 30 nodi, non fu mai completata: due delle quattro unità progettate furono effettivamente impostate a metà 1939, ma non furono mai portate a termine a causa di problemi nella produzione di torrette e cannoni. Durante la seconda guerra mondiale i britannici completarono una nave da battaglia, la HMS Vanguard, secondo un "progetto d'emergenza" basato sul design delle Lion ma con cannoni da 381 mm rimossi dalle navi da battaglia Courageous e Glorious dopo la loro conversione in portaerei. In maniera simile, i francesi non riuscirono a completare nessuna delle nuove unità classe Alsace (45.000 tonnellate di dislocamento, cannoni da 380 mm, 31 nodi di velocità) la cui costruzione non iniziò neppure a causa dell'invasione tedesca della Francia stessa. La Germania, all'opposto, riuscì a completare due unità della classe Bismarck, grandi navi da 50.000 tonnellate di dislocamento, cannoni da 380 mm e velocità massima di 30,8 nodi.
L'ultima classe di navi da battaglia classificabili come "corazzate veloci" fu la statunitense classe Montana: ormai libere da ogni limite, le unità furono progettate per un dislocamento di 60.500 tonnellate, con una forte attenzione alla corazzatura e all'armamento (cannoni da 406 mm) ma ancora con scarsa considerazione per la velocità, tornata intorno ai 27 nodi; in questo, le Montana ripresero il concetto sviluppato dalle giapponesi Yamato. Cinque unità di questa classe furono ordinate nel 1940, ma la ridotta velocità le rendeva inutilizzabili nei gruppi da combattimento delle portaerei e nessuna di esse fu impostata.

## Classi di navi da battaglia veloci
Il seguente elenco comprende tutte le classi di unità definibili come "navi da battaglia veloci", in ragione della loro velocità massima pari o superiore ai 24 nodi (la velocità delle Queen Elizabeth, le prime unità chiaramente definite come "navi da battaglia veloci") e/o delle definizioni usate dai commentatori contemporanei. L'elenco include tutte le nuove costruzioni degli anni 1930 e 1940, come pure le unità ricostruite: ciò riflette il fatto che, sebbene non tutte queste navi fossero notevolmente veloci per gli standard contemporanei di nuova costruzione, erano tutte molto più veloci del considerevole numero di navi da battaglia pre-trattato di Washington ancora in servizio all'epoca; non sono invece comprese le classi rimaste allo stato di progetto. Tutte le velocità indicate si riferiscono alla velocità di progetto, come indicata dal Conway's All the World's Fighting Ships salvo diversamente specificato; questi valori erano spesso superati nel corso delle prove in mare, anche se ciò si verificava raramente durante il servizio operativo vero e proprio.
Regno Unito
- Classe Queen Elizabeth - 5 unità (24 nodi): il prototipo del genere delle "corazzate veloci".
- HMS Hood (32 nodi): unico membro della classe Admiral ad essere completato, fu classificato dalla Royal Navy come "incrociatore da battaglia" sebbene alcuni autori contemporanei lo indichino come "nave da battaglia veloce".
- Classe King George V - 5 unità (28 nodi).
- HMS Vanguard (30 nodi): unità basata sul progetto, modificato, delle navi classe Lion.

Stati Unitid'America
- Classe North Carolina - 2 unità (28 nodi).
- Classe South Dakota - 4 unità (27,5 nodi).
- Classe Iowa - 4 unità (33 nodi).

Giappone
- Classe Kongo - 4 unità (30,5 nodi alla ricostruzione): originariamente classificati come incrociatori da battaglia, i Kongo furono riclassificati come "corazzate veloci" dopo la loro ricostruzione negli anni 1929-1931[28].
- Classe Ise - 2 unità (25 nodi dopo la ricostruzione del 1934-1937).
- Classe Nagato - 2 unità (26,5 nodi al completamento): cosa insolita per un progetto giapponese, la velocità calò a 25 nodi quando le unità furono sottoposte a ricostruzione nel 1934-1936[29].
- Classe Yamato - 2 unità (27 nodi).

Germania
- Classe Scharnhorst - 2 unità (32 nodi): ufficialmente classificate dalla Kriegsmarine tedesca come kleine Schlachtschiffe ("piccole navi da battaglia"), erano indicate anche, specialmente dagli analisti britannici dell'epoca, come "incrociatori da battaglia" in ragione del loro debole armamento.
- Classe Bismarck - 2 unità (30,8 nodi)[26].

Francia
- Classe Dunkerque - 2 unità (29,5 nodi): classificate anche, dagli analisti britannici dell'epoca e da alcune fonti francesi contemporanee, come "incrociatori da battaglia"[30].
- Classe Richelieu - 2 unità (30 nodi).

Italia
- Classe Conte di Cavour - 2 unità (27 nodi dopo la ricostruzione del 1933-1937).
- Classe Caio Duilio - 2 unità (26 nodi dopo la ricostruzione del 1937-1940).
- Classe Littorio - 3 unità (30 nodi).